# Campionato europeo maschile under 23 di calcio 1974
Il Campionato di calcio europeo Under-23 1974, 2ª edizione del Campionato europeo di calcio Under-23 organizzato dalla UEFA, si è svolto dal 27 febbraio al 28 maggio 1974. Il torneo è stato vinto dall'Ungheria.
Le fasi di qualificazione hanno avuto luogo tra il 9 giugno 1972 e il 27 novembre 1973 e hanno designato le otto nazionali finaliste che si sono affrontate in gare a eliminazione diretta con andata e ritorno.
La doppia finale si è disputata il 15 e il 28 maggio 1974 tra le formazioni dell'Ungheria e della Germania Est.

## Fase finale
|  | Quarti di finale | Quarti di finale | Quarti di finale | Quarti di finale | Quarti di finale |  |  | Semifinali         | Semifinali         | Semifinali | Semifinali | Semifinali |   |   | Finale       | Finale       | Finale | Finale | Finale |  |
|  |                  |                  |                  |                  |                  |  |  |                    |                    |            |            |            |   |   |              |              |        |        |        |  |
|  | Italia           | Italia           | 0                | 1                | 1                |  |  |                    |                    |            |            |            |   |   |              |              |        |        |        |  |
|  | Germania Est     | Germania Est     | 1                | 2                | 3                |  |  | Germania Est (gfc) | Germania Est (gfc) | 0          | 2          | 2          |   |   |              |              |        |        |        |  |
|  | Bulgaria         | Bulgaria         | 1                | 0                | 1                |  |  | Polonia            | Polonia            | 0          | 2          | 2          |   |   |              |              |        |        |        |  |
|  | Polonia          | Polonia          | 2                | 0                | 2                |  |  |                    |                    |            |            |            |   |   | Germania Est | Germania Est | 3      | 0      | 3      |  |
|  | Unione Sovietica | Unione Sovietica | 6                | 1                | 7                |  |  |                    |                    | Ungheria   | Ungheria   | 2          | 4 | 6 |              |              |        |        |        |  |
|  | Cecoslovacchia   | Cecoslovacchia   | 0                | 2                | 2                |  |  | Unione Sovietica   | Unione Sovietica   | 2          | 0          | 2 (3)      |   |   |              |              |        |        |        |  |
|  | Paesi Bassi      | Paesi Bassi      | 2                | 1                | 3                |  |  | Ungheria (dtr)     | Ungheria (dtr)     | 0          | 2          | 2 (4)      |   |   |              |              |        |        |        |  |
|  | Ungheria         | Ungheria         | 1                | 3                | 4                |  |  |                    |                    |            |            |            |   |   |              |              |        |        |        |  |

### Quarti di finale

#### Andata
| Taranto 27 febbraio 1974 | Italia | 0 – 1 | Germania Est |  |

| Blagoevgrad 13 marzo 1974 | Bulgaria | 1 – 2 | Polonia |  |

| Deventer 14 marzo 1974 | Paesi Bassi | 2 – 1 | Ungheria |  |

| Erevan 10 aprile 1974 | Unione Sovietica | 6 – 0 | Cecoslovacchia |  |

#### Ritorno
| Częstochowa 10 aprile 1974 | Polonia | 0 – 0 | Bulgaria |  |

| Bratislava 17 aprile 1974 | Cecoslovacchia | 2 – 1 | Unione Sovietica |  |

| Magdeburgo 17 aprile 1974 | Germania Est | 2 – 1 | Italia |  |

| Békéscsaba 17 aprile 1974 | Ungheria | 3 – 1 | Paesi Bassi |  |

Passano il turno Germania Est (3-1), Polonia (2-1), Ungheria (4-3) e Unione Sovietica (7-2).

### Semifinali

#### Andata
| Charkiv 30 aprile 1974 | Unione Sovietica | 2 – 0 | Ungheria |  |

| Zwickau 1º maggio 1974 | Germania Est | 0 – 0 | Polonia |  |

#### Ritorno
| Kazincbarcika 7 maggio 1974                  | Ungheria             | 2 – 0 | Unione Sovietica |  |
| \| \| \| \| \| \| Tiri di rigore 4 – 3 \| \| |                      |       |                  |  |
|                                              |                      |       |                  |  |
|                                              | Tiri di rigore 4 – 3 |       |                  |  |

| Łódź 8 maggio 1974 | Polonia | 2 – 2 | Germania Est |  |

Passano il turno Germania Est (2-2, passa il turno per la regola dei gol fuori casa) e Ungheria (2-2, 4-3 ai rigori).

### Finale

#### Andata
| Dresda 15 maggio 1974 | Germania Est | 3 – 2 | Ungheria |  |

#### Ritorno
| Budapest 28 maggio 1974 | Ungheria | 4 – 0 | Germania Est |  |